# Phenex

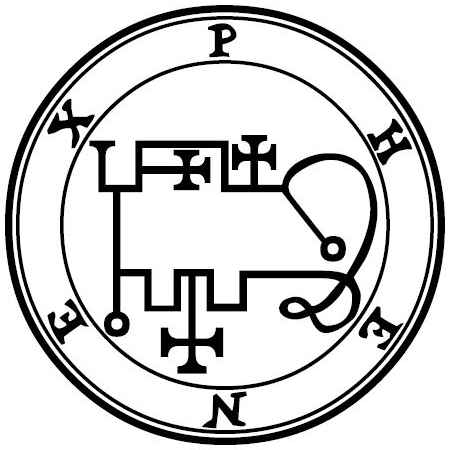
Phenex

Na demonologia, Phenex é o Grande Marquês do Inferno e possui vinte legiões de demônios sob seu comando. Ele ensina todas as ciências maravilhosas, é um excelente poeta, e é muito obediente ao mágico.
Phenex esperava voltar para o céu depois de 1200 anos, mas ele se enganou nessa sua esperança.
Ele é retratado como uma Fênix, que canta doces notas musicais com voz de uma criança, mas o mágico deve avisar seus companheiros (para ele não estar sozinho), para não ouvi-lo e pedir-lhe que ponha em forma humana, o que o demônio supostamente o faz após um certo período de tempo. 
Johann Weyer descreve esse espírito como se segue na Pseudomonarchia Daemonum:
"Phenex é um grande Marquês, parecendo como a ave Fénix, tem uma voz de criança: mas antes que ele corresponder ao mágico, ele canta algumas doces melodias. Em seguida, o exorcista, com seus companheiros, tem de ter cuidado para não ouvirem suas canções, para Phenex passar para a forma humana, tem de ser colocado até ele, uma oferta, e depois disso, ele irá falar coisas maravilhosas e sobre ciências maravilhosas. Ele é um excelente poeta, e obediente. Ele espera voltar ao sétimo trono, depois de mil e duzentos anos, sob o comando de vinte legiões."